# 宋春舫

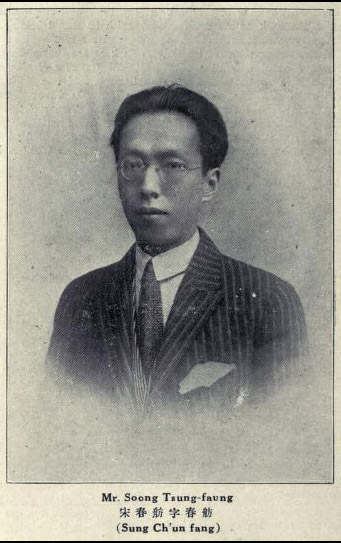

宋春舫（1892年—1938年），别署春润庐主人，浙江吴興人，戏剧家，中国早期现代戏剧理论家，藏書家，中国海洋科学的先驱。

## 生平
宋春舫13岁中秀才，后来在上海圣约翰大学学习英语数年。此后，他留学瑞士日内瓦大学学习社会和政治科学，1915年他在该校获得了文学硕士学位。回国后，他于1916年至1917年在上海圣约翰大学任现代语言讲师。此后他到北京，任清华学堂法语教授，直到1918年他转到北京大学占据法国文学讲席。1920年，他再次来到欧洲，考察一战后社会情况及文学倾向。在欧洲期间，他还任日内瓦和平会议中国代表团秘书。回到中国后，他在1922年1月到6月期间以及1923年9月之后任中华民国财政部秘书，他还任过财政部公债司帮办，关税调查委员会副主席。
五四运动时起，他提倡话剧艺术，介绍欧洲现代戏剧。他是北京美学俱乐部的会长。他编写的剧本有独幕喜剧《一幅财神》，三幕喜剧《五里雾中》和《原来是梦》。他翻译的作品有小说《一个喷嚏》、《一个舞女的口供》、《一支金的自来水笔》以及剧本《青春不再》。
1927年，他到青岛任职。他是中国海洋科学的先驱，曾担任青岛观象台海洋科科长，倡建中国海洋研究所，并通过努力，1932年在青岛建立青岛水族馆。 1931年，他建立了藏书室“褐木庐”，“褐木庐”即Cormora的音译，Cormora是宋春舫喜爱的三位戏剧家名字的缩写，Cor指高乃依Cormeille，Mo指莫里哀Moliere，Ra指拉辛Ra-cine。“褐木庐”的藏书达上千册，主要是他在欧洲留学期间购买的戏剧图书。就连国立青岛大学图书馆馆长梁实秋也惊叹于“褐木庐”藏书之丰富。宋春舫还为“褐木庐”藏书专门制作了藏书票。陈子善认为宋春舫是最早创作并使用藏书票的中国作家。1937年抗日战争爆发，宋春舫离开青岛到上海，1938年去世，享年46岁。

## 著作
- 宋春舫论剧（Dramatic Essays）
- Parcourant le Monde en Flammes（海外劫灰记）[5]
- La Literature Chinois Contemporaine（当代中国文学）
- 蒙德卡罗

此外，他还参与编辑过如下报纸：
- Tribune de Geneva（日内瓦论坛报）
- Revue de Geneva（日内瓦评论报）
- The Eastern Times, (Shanghai).（時報）

## 家庭
宋春舫有子宋淇為知名文學家、翻譯家。其孫宋以朗是香港知名網志東南西北（zonaeuropa.com）的創立人。